# Rhodostrophia grisearia
Rhodostrophia grisearia är en fjärilsart som beskrevs av Otto Staudinger 1892. Rhodostrophia grisearia ingår i släktet Rhodostrophia och familjen mätare. Inga underarter finns listade.